# Selección femenina de rugby de Uganda
La selección femenina de rugby de Uganda es el equipo nacional que representa a la Uganda Rugby Football Union en competencias internacionales.
Desde el año 2019 participa en el Campeonato africano de rugby y enfrenta desde el 2006 en la Elgon Cup a la selección de Kenia.

## Historia
La selección se conformó por primera vez en 2005 para enfrentar una serie de dos partidos frente a la selección de Ruanda triunfando en ambos por un marcadores de 81-0 y 92-0.
Intentó clasificar por primera vez a la Copa Mundial de Francia 2014, perdiendo en la final de la clasificación frente al seleccionado de Sudáfrica por un marcador de 63 a 3.
En 2019 obtuvo el cuarto puesto en la primera edición del campeonato africano. por lo tanto no obtuvo un cupo a la mundial de 2021.

## Palmarés
- Rugby Africa Women's Cup División 1 (1): 2025

- Elgon Cup (4): 2006, 2008, 2011 y 2013.

## Participación en copas

### Copa Mundial
- Gales 1991 a Inglaterra 2010: sin participación
- Francia 2014: no clasificó
- Irlanda 2017: no participó
- Nueva Zelanda 2021: no clasificó

### Rugby Africa Women's Cup
- Women's Africa Cup 2019: 4° puesto
- Women's Africa Cup 2021: 1° puesto en el grupo D
- Women's Africa Cup 2022: Primera fase
- Women's Africa Cup 2023: No participó
- Women's Africa Cup 2024: No participó
- Women's Africa Cup 2025: 3° puesto